# (15566) Elizabethbaker
(15566) Elizabethbaker (2000 GD50) – planetoida z grupy pasa głównego asteroid okrążająca Słońce w ciągu 3,41 lat w średniej odległości 2,26 j.a. Odkryta 5 kwietnia 2000 roku.